# Святловский, Владимир Викентьевич
Влади́мир Вике́нтьевич Святло́вский (25 января 1825[по какому календарю?] — 26 декабря 1891[по какому календарю?]) — генерал-майор.
Родился в семье Викентия Францевича Святловского.
Офицерское звание получил 10 августа 1844 года. Был директором Школы военных капельмейстеров, затем директором Московской военной прогимназии (1868—1876) и начальником Московского училища военного ведомства.
Генерал-майор с 16 апреля 1872 года. Награждён орденами: Св. Станислава 2-й ст. (1859), Св. Анны (1863; императорская корона к ордену в 1865), Св. Владимира 3-й ст. (1869). В 1885 году числился уже в запасе.
Напечатал несколько статей исторического содержания в «Современных известиях», «Русской старине» и «Русском архиве».
Дети: Владимир (1851—1901), Евгений (1854—1914) и Александра (1855—1923?).